# Жилой дом (Гончая улица, Чернигов)
Жилой дом — памятник архитектуры местного значения в Чернигове. Сейчас в здании размещается физкультурно-спортивное общество «Украина».

## История
Решением исполкома Черниговского областного совета народных депутатов от 26.06.1989 № 130 присвоен статус памятник архитектуры местного значения с охранным № 51-Чг под названием Дом жилой.
Здание имеет собственную «территорию памятника» и расположено в «охранной зоне», согласно правилам застройки и использования территории. На здании не установлена информационная доска.

## Описание
Дом был построен в 19 веке в предместье Ковалёвка. Одноэтажный, деревянный дом на кирпичном фундаменте, 6-оконный, прямоугольный в плане, с четырёхскатной крышей. С правого торца дома вход-тамбур с крыльцом. Прямоугольные окна не украшены ни наличниками ни сандриками. Фасад с горизонтальной обшивкой стен. Исконно главный фасад со стороны реки Стрижень также 6-оконный, вход (сейчас не используется) с левой стороны, украшенный резьбой, а линия карниза завершается боковыми ризалитами. 
Архитектура дома схожа с другим домом — домом семьи Митькевичей — Киевская улица, 12.

современный главный фасад — со стороны улицы
исконно главный фасад — со стороны реки Стрижень

Дом принадлежал купцу З. Гозенпуду, который был собственником мельницы и магазина по продаже меха. В начале 20 века эмигрировал в США, а дом подарил Черниговскому дворянскому собранию для размещения детей-сирот и детей из малоимущих семей. Со временем приют был закрыт и дом был на балансе ликеро-водочного завода, что непосредственно севернее расположен, вплоть до 1988 года. 
В 2010-х годах силами спортивной школы дом был отреставрирован.
Сейчас в здании размещается физкультурно-спортивное общество «Украина», а также офисы.